# Бурмейстер, Адольф Христофорович
Адольф Христофорович Бурмейстер (нем. Christoph Adolph von Buhrmeister; 1784—1866) — русский военачальник, генерал-лейтенант.
Участник заграничных походов русской армии 1813—1814 годов и сражений при Дрездене, Кульме, Лейпциге.

## Биография
Родился 11 сентября 1784 года на мызе Пигаст Веросского уезда Лифляндской губернии (ныне деревня Пийгасте, волость Кыллесте в составе уезда Пылвамаа на юго-востоке Эстонии). Был крещён 22 сентября 1784 года под именем Christoph Adolph von Buhrmeister.
18 мая 1802 года был выпущен из 1-го кадетского корпуса подпоручиком и определен в 4-й егерский полк (13 августа 1863 года переименованный в 101-й Пермский пехотный полк). В кампанию 1806 года полк, состоя в авангарде графа Александра Ивановича Остерман-Толстого, геройски выдержал 11 декабря у Чарнова атаку Наполеона и отбил захваченную французами батарею. Граф Остерман писал в своем рапорте:

«Офицеры стояли на высоте моего назначения и в эти трудные минуты успешно водворяли порядок. Поручик Бурмейстер, находившийся с ротой в охотниках, заметив, что люди начали приходить в расстройство, ободрил и, подавая пример отменной храбрости, совершенно успокоил их… Поручик Бурмейстер во главе своей роты не переставал нападать и преследовать неприятеля, пока не был ранен в грудь двумя ружейными пулями навылет…»

За проявленную храбрость в баталии при Чарнова Бурмейстер был награждён орденом св. Анны 4 степени на шпагу с правом ношения с надписью «За храбрость».
1 июля 1810 года Адольф Бурмейстер, уже будучи майором, был переведён из 4-го егерского полка в 1-й учебный гренадёрский батальон в Санкт-Петербург.
1 июня 1813 года Бурмейстер был произведён в чин подполковника с переводом из Учебного гренадерского батальона в Лейб-гвардии Павловский полк. 3 августа (17 августа по новому стилю) 1814 года в Берлине он получил из рук прусского короля орден Pour le Mérite — высшую военную награду Пруссии.
В 1817 году полковник Лейб-гвардии Павловского полка — Адольф Бурмейстер — плац-майор в Рижской крепости.
С 21 августа 1818 года по 16 сентября 1826 года был командиром 3-го морского полка Печорского 92-го пехотного полка.
16 сентября 1826 года генерал-майор Бурмейстер назначен вторым комендантом в разрушенную наводнением Кронштадтскую крепость.
В августе 1831 года председательствовал в военно-судной комиссии над участниками бунта в военных поселениях Новгородской губернии, доставленными для расправы в Кронштадтскую крепость.
6 декабря 1840 года Бурмейстер был назначен комендантом Кронштадтской крепости с производством в генерал-лейтенанты.
После выхода в отставку в 1854 году — жил с семьёй младшего сына Ивана Бурмейстера. После перевода капитан-лейтенанта И. А. Бурмейстера на статскую службу и его назначения управляющим Пермской казенной палатой — переехал с семьёй сына в Пермь.
Умер 16 октября 1866 года и похоронен на Лютеранском участке Старого (Егошихинского) кладбища в Перми.

## Награды
- Награждён орденом Св. Георгия 4-й степени (№ 4315; 19 декабря 1829).
- 19 декабря 1829 года награждён Знаком отличия «За XXV лет беспорочной службы».
- Также награждён орденом Св. Анны 4-й степени и прусским орденом Pour le Mérite.